# Flaminio Piccoli
Flaminio Piccoli ( Kirchbichl, Austria, 28 de diciembre de 1915 -  Roma, 11 de abril de 2000 ) fue un periodista y político italiano, miembro de la Democracia Cristiana.

## Biografía
Originario de Trentino, aunque nacido en Austria, adonde su familia había sido deportada en la época de la llamada « italianidad ». Fue hermano de Nilo Piccoli, alcalde de Trento.
Al comienzo de la Primera Guerra Mundial, Piccoli fue detenido por los alemanes en 1943 y deportado a Polonia. Se unió a la Resistencia tras su fuga  y en 1945 fundó el periódico Il Popolo Trentino, que dirigió durante dos décadas
Militante de la Acción Católica Italiana, se afilió a la Democracia Cristiana, próximo a Alcide De Gasperi, y entró en la Cámara de Diputados en 1958. Anticomunista, lideró el movimiento Iniciativa Democrática.
Vicesecretario general del partido desde 1964, Piccoli ocupó el cargo de Secretario General durante ocho meses en 1969, derrocado por una nueva alianza interna.
Ministro de Participaciones Estatales en los tres gobiernos sucesivos entre 1970 y 1972, dirigió el grupo parlamentario DC en la Cámara de Diputados de 1972 a 1978, demostrando su arte en la negociación. Oponiéndose a los progresistas Aldo Moro y Benigno Zaccagnini en el congreso de primavera de 1976, se adhirió gradualmente al compromiso histórico.
Tras el secuestro y muerte de Aldo Moro, asumió la presidencia del consejo nacional de la Democracia Cristiana el 28 de julio de 1978 por 133 votos de un total de 158, sin llegar a desempeñar un papel importante en este cargo.
El 5 de marzo de 1980 recuperó el puesto de secretario general con 110 votos a favor y 75 votos en blanco de las corrientes Zaccagnini y Andreotti, y fue reemplazado como presidente del partido por Arnaldo Forlani . Carlo Donat-Cattin fue nombrado Secretario General Adjunto. Un mes antes, el grupo centrista que él dirigía había permitido a Amintore Fanfani, opuesto a cualquier participación comunista en el gobierno, a salir victorioso del XIV Congreso de la DC contra el apoyo progresista del secretario general saliente, Benigno Zaccagnini, favorable a las negociaciones con el PCI.
Tras el colapso de la Democracia Cristiana en la Operación Manos Limpias, intentó perpetuar los valores de este partido fundando el movimiento Renacimiento de la DC en 1997,  grupúsculo que presidió hasta su muerte, a raíz de complicaciones cardíacas. Fue enterrado en el Cementerio Monumental de Trento .